# Чапман, Нейтан
Не́йтан Ча́пман (англ. Nathan Chapman) — американский продюсер и музыкант, работающий в области кантри-музыки, лауреат нескольких престижных премий, включая «Грэмми», American Music Awards и других. Известен по работам с такими кантри-певицами, как Тейлор Свифт и Шеная Твэйн. Для Тейлор Свифт он спродюсировал её альбомы Taylor Swift, Fearless, Speak Now и Red. Первый из них стал и для него дебютным в области продюсирования. В 2001 году Нейтан Чапман окончил Университет Ли (Lee University, Теннесси).
На 52-й церемонии «Грэмми» в 2010 году, Нейтан Чапман получил Премию «Грэмми» за лучший альбом года. Он также был продюсером для следующих музыкантов: The Band Perry, Мартина МакБрайд, Джуэл, Сара Линн Эванс, Jypsi, Point of Grace, Триша Йервуд, Шеная Твэйн, Jimmy Wayne, Rascal Flatts и Лайонел Ричи. Кроме продюсирования, Нейтан Чапман также работает в качестве сессионного музыканта и играет на гитаре, банджо и мандолине.

## Продюсирование
- Категория:Песни, спродюсированные Нейтаном Чапманом

## Награды и номинации
| Год  | Организация               | Категория                                                  | Результат |
| ---- | ------------------------- | ---------------------------------------------------------- | --------- |
| 2008 | Academy of Country Music  | Album of the Year — Taylor Swift,Taylor Swift              | Номинация |
| 2009 | Academy of Country Music  | Producer of the Year                                       | Номинация |
| 2009 | Academy of Country Music  | Album of the Year — Taylor Swift, Fearless                 | Победа    |
| 2009 | Country Music Association | Album of the Year — Taylor Swift, Fearless                 | Победа    |
| 2009 | American Music Awards     | Favorite Country Album — Taylor Swift, Fearless            | Победа    |
| 2010 | Grammy Awards             | Record of the Year — Taylor Swift, «You Belong with Me»    | Номинация |
| 2010 | Grammy Awards             | Best Country Album — Taylor Swift, Fearless                | Победа    |
| 2010 | Grammy Awards             | Album of the Year — Taylor Swift, Fearless                 | Победа    |
| 2010 | Academy of Country Music  | Producer of the Year                                       | Номинация |
| 2011 | Academy of Country Music  | Album of the Year — Taylor Swift, Speak Now                | Номинация |
| 2011 | Academy of Country Music  | Producer of the Year                                       | Номинация |
| 2011 | Dove Awards               | Best Country Album — Point of Grace, No Changin' Us        | Победа    |
| 2011 | Dove Awards               | Best Holiday Album — Point of Grace, Home for the Holidays | Победа    |
| 2014 | Grammy Awards             | Album of the Year — Taylor Swift, Red                      | Номинация |
| 2014 | Grammy Awards             | Best Country Album — Taylor Swift, Red                     | Номинация |
| 2016 | Grammy Awards             | Album of the Year — Taylor Swift, 1989                     | Победа    |
| 2016 | Grammy Awards             | Best Pop Vocal Album — Taylor Swift, 1989                  | Победа    |